# Louis Béroud

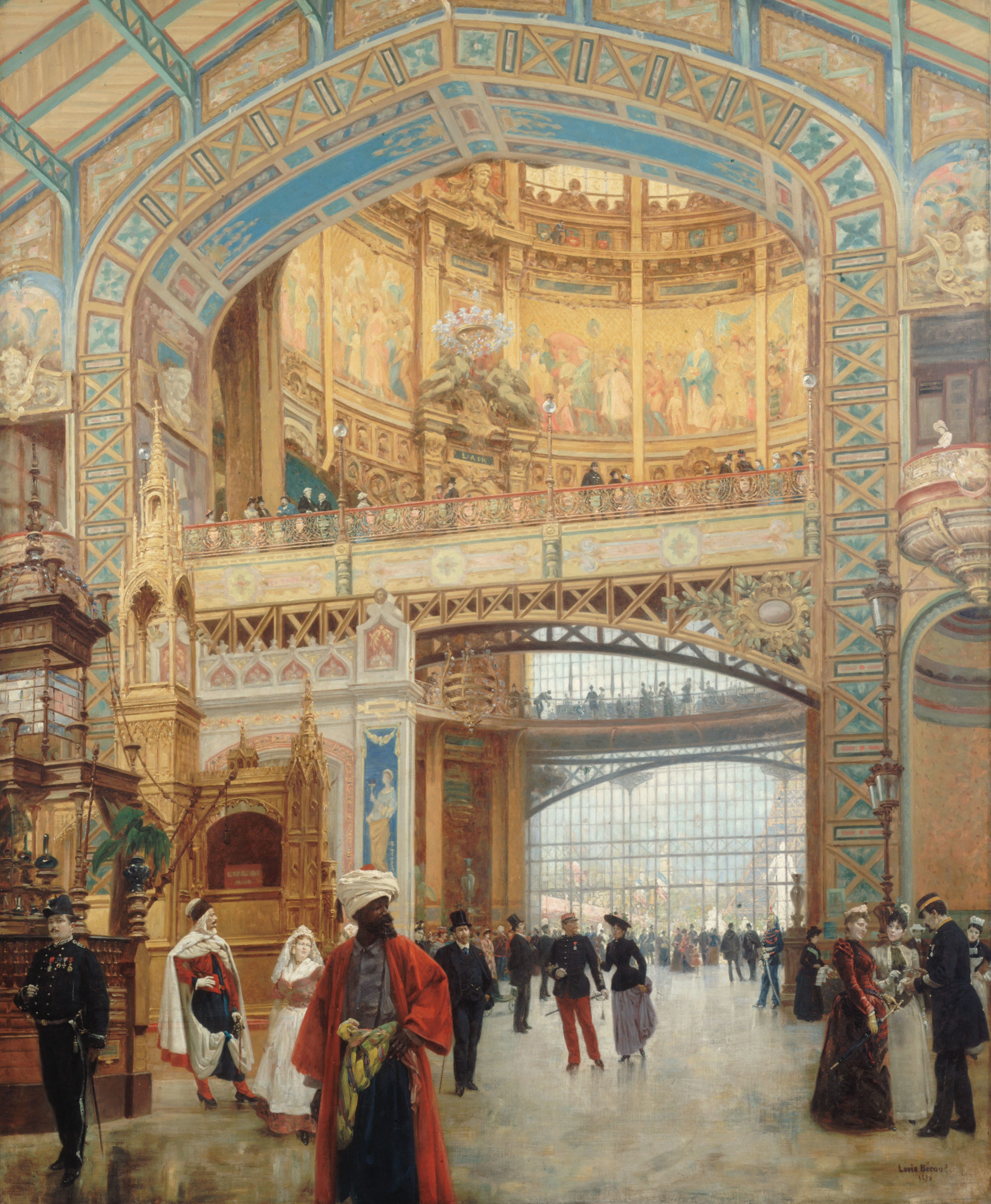
Domul central al, 1889 Exposition Universelle de Paris, 1889, de Louis Béroud (1852-1930).

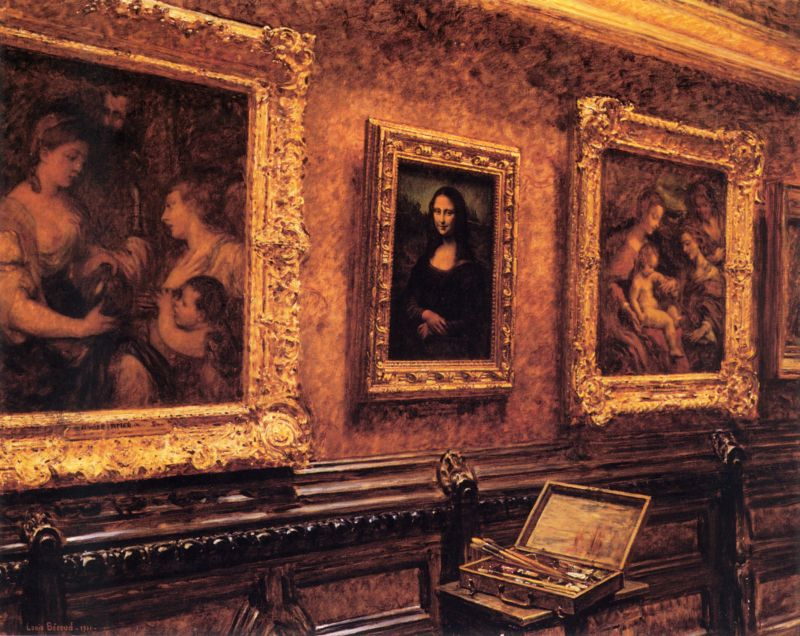
Pictura lui Béroud din 1911 care o înfățișează pe Mona Lisa la Luvru

Louis Béroud (n. 17 ianuarie 1852, Lyon, Franța – d. 9 octombrie 1930, Paris, Île-de-France, Franța)  a fost un pictor francez de la sfârșitul secolului al XIX-lea, începutul secolului al XX-lea. Unele dintre picturile sale sunt vizibile la Musée Carnavalet și la Luvru din Paris. Pe 22 august 1911, Béroud a venit la Luvru pentru a-și schița pictura Mona Lisa au Louvre, dar acolo unde ar fi trebuit să stea faimoasa La Joconde, de Leonardo da Vinci, a găsit patru cuie de fier. Béroud l-a contactat pe șeful de secție al gardienilor, care credea că tabloul este fotografiat în scopuri de marketing. Câteva ore mai târziu, Béroud a revenit cu șeful de secție al muzeului și s-a confirmat că Mona Lisa nu era cu fotografii. Luvru a fost închis pentru o săptămână întreagă pentru a ajuta la investigarea furtului.

## Lucrări
Lista unora dintre lucrările sale în muzeele naționale franceze: 
- L'escalier de l'opéra Garnier (1877), Muzeul Carnavalet
- Le dôme central de la galerie des machines à l'exposition universelle de 1889 (1890), Muzeul Carnavalet
- Salle Rubens au Louvre (1904), Musée du Louvre
- À la gloire de Rubens (1905), Musée du Louvre
- Au Salon Carré du Louvre (1906), Musée du Louvre
- Chambre du Baron Basile de Schlichting (1908), Muzeul Luvru
- Vue de la Salle des Sept Cheminées au Louvre (1909), Musée du Louvre
- L'Avenue de la Gare à Nice, Musée Masséna